# 然·维德诺夫
然·瓦西列夫·维德诺夫（發音：[ˈʒan ˈvidɛnof]；1959年3月22日—），保加利亚总理（1995-1997），任期内经历保加利亚的近代历史上最严重的经济和金融危机。1991年到1996年担任保加利亚社会党主席。

## 生平
维德诺夫出生于普罗夫迪夫，就读于英语语言学校(ELS)，后在莫斯科国际关系学院学习对外经济关系。从莫斯科回国任职业官员，1989年在保加利亚共青团中央委员会任职。1991年当选保加利亚社会党主席，1995年2月社会党在全国大选中获胜，维德诺夫出任政府总理。1996年11月的总统选举，社会党失败，一些内阁成员辞职反对社会党领袖维德诺夫，12月21日维德诺夫宣布辞去总理和社会党主席，担任看守政府总理。反对派组织领导长达一个月的街头抗议，要求议会应该解散，重新选举。抗议活动达到高潮，抗议者举行大罢工和包围议会，突袭并纵火。迫于公众压力，社会党领导人最终同意选举，1997年2月13日由民主力量联盟(UDF)的斯特凡·索菲扬斯基接任看守内阁。维德诺夫作为社会党内一段时间的强硬派和一个低级公务员，不久就退出了政治活动。
维德诺夫已婚，育有一个儿子。他会讲英语、法语、俄语和阿拉伯语。他现在普罗夫迪夫私营欧洲经济与管理学院任教。
| 官衔                 | 官衔                   | 官衔                     |
| -------------------- | ---------------------- | ------------------------ |
| 前任： 雷内塔·因卓娃 | 保加利亚总理 1995-1997 | 繼任： 斯特凡·索菲扬斯基 |